# یوتو ناکامورا
یوتو ناکامورا (انگلیسی: Yuto Nakamura؛ زادهٔ ۲۳ ژانویهٔ ۱۹۸۷) بازیکن فوتبال اهل ژاپن است.
از باشگاه‌هایی که در آن بازی کرده‌است می‌توان به باشگاه ورزشی پورتیموننزه و باشگاه چین جنوبی اشاره کرد.
وی همچنین در تیم ملی فوتبال هنگ کنگ بازی کرده‌است.